# Joan Maetsuycker
Joan Maetsuycker (14 octobre 1606, Amsterdam – 24 janvier 1678, Batavia) est gouverneur général des Indes néerlandaises, actuelle Indonésie, de 1653 à 1678, et gouverneur du Ceylan néerlandais, actuel Sri Lanka, de 1646 à 1650.

## Biographie
Après avoir étudié le droit à Louvain, Maetsuycker est avocat d'abord à La Haye et plus tard à Amsterdam. À partir de 1636, il vit aux Indes orientales néerlandaises. 

### Gouverneur de Ceylan
En 1646, il est le troisième gouverneur du Ceylan néerlandais, actuel Sri Lanka. Il sera aux côtés du royaume de Kandy dans la guerre qui oppose les Provinces-Unies contre le Portugal, qui tient encore le Ceylan portugais.

### Gouverneur général des Indes néerlandaises
En 1653, il devient Gouverneur général des Indes néerlandaises, actuelle Indonésie. Il reste à ce poste 25 ans, ce qui est la plus longue durée de tous les gouverneurs-généraux. Sous sa direction, la colonie hollandaise  prospère : les Portugais perdent Ceylan (1658), la côte de Coromandel (1658) et la côte de Malabar (1663); Makassar est conquis (1667), la côte ouest de Sumatra occupée, et la première expédition à l'intérieur de Java organisée.

### Source
- (en) Cet article est partiellement ou en totalité issu de l’article de Wikipédia en anglais intitulé « Joan Maetsuycker » (voir la liste des auteurs).